# دریا بلاشکو
دریا بلاشکو (انگلیسی: Darya Blashko؛ زادهٔ ۲۸ ژانویهٔ ۱۹۹۶) ورزشکار دوگانه اهل بلاروس است. او از سال ۲۰۱۹ در جام جهانی بیاتلون شرکت کرده‌است.